# L'Apprentissage de la ville (téléfilm)
Pour les articles homonymes, voir L'Apprentissage de la ville.
L'Apprentissage de la ville est un téléfilm français réalisé par Gérard Mordillat, réalisé en 2000.

## Synopsis
Dans sa vie très brève, Luc Dietrich, auteur du roman L’Apprentissage de la ville, le héros de ce film, a sans cesse oscillé entre une très grande pauvreté et une vie d’aisance et de luxe ; entre Lucrèce, une jeune femme qu’il idéalisait, et Arlette, une femme du monde qui lui avait sauvé la vie ; entre la tentation ascétique d’une quête spirituelle, philosophique, et celle, plus destructrice, du banditisme et de ses secrets. L’apprentissage de Luc, c’est l’apprentissage des autres, des femmes d’abord, du secret noir des rues, des fenêtres closes, de la violence d’un combat au couteau, ou d’un sourire qui se refuse, de l’errance, du monde, du grand et du petit, de la ville qui le protège, où il s’expose.

## Fiche technique
- Réalisation : Gérard Mordillat
- Scénario : Gérard Mordillat et Jérome Prieur, d’après l’œuvre L’Apprentissage de la ville de Luc Dietrich aux éditions Denoël
- Production : Archipel 33 - La Sept Arte avec la participation du Centre national de la cinématographie
- Producteur : Denis Freyd
- Directeur de production : Gilbert Guichardière
- Régisseur : Boris Briche
- 1re assistante réalisateur : Shirel Amitay
- Directeur de la photographie : Laurent Barès
- Équipe Image : David Quesemand, Pierre Barougier, Nicolas Beauchamp et Noël Véry.
- Musique : Jean-Claude Petit.
- Son : Michel Vionnet et Didier Leclerc
- Montage : Sophie Rouffio et Isabelle Poudevigne
- Montage son : Natalie Montalant
- Mixage : Bruno Tarrière
- Costume : Annie Thiellement
- Coiffure : Pierre Chavialle et Delphine Lacaze
- Maquillage : Maud Baron
- Étalonnage : Laurent Souchaud
- Durée : 96 minutes
- Année de production : 2000

## Interprétation
- Camille Clavel : Luc
- Florence Thomassin : Arlette
- Marc Barbé : Mandar
- Élodie Navarre : Lucrèce
- Jacques Pater : Charançay
- Marie Denarnaud : Prisca
- Luc Thuillier : Atal
- Litta Lee : Jasmine
- Françoise Michaud : Monica
- Paula Mesuret : Rose
- Louis de Lavaissière : Luc enfant
- Bob Meyer : Gordon
- Catherine Hargreaves : cantatrice
- Hélène Fillières : Clotilde
- Patrick Mille : Martial
- François Decodts : Gaspard
- Lorraine Mordillat : Pauline